# Вахан Хачатурјан
Вахан Гарники Хачатурјан (јерм. Վահագն Գառնիկի Խաչատուրյան; Сисијан, 22. април 1959) је јерменски политичар и актуелни председник Јерменије од 13. марта 2022. године. Претходно је био  министар за високотехнолошку индустрију од 4. августа 2021. до 3. марта 2022. године. Био је градоначелник Јеревана од 4. децембра 1992. до 22. фебруара 1996. године.